# Балтичка флота
Балтичка флота (рус. Балтийский флот) је флота руске морнарице у Балтичком мору.
Основана 18. маја 1703, под царом Петром Великим, као део царске руске морнарице, Балтичка флота је најстарија руска флота. Године 1918., флоту је наследила Руска СФСР која је тада основала Совјетски Савез 1922. године, где је на крају била позната као Балтичка флота два пута са црвеном заставом као део совјетске морнарице, пошто је током тог периода добила две награде Орден Црвене заставе. Након распада Совјетског Савеза 1991. године, Балтичка флота је наследила Руска Федерација и враћена јој је првобитно име као део руске морнарице.
Седиште Балтичке флоте је у Калињинграду и његову главну базу у Балтијску (Пиллау), обе у Калињинградској области, и другу базу у Кронштату, Санкт Петербург, у Финском заливу.

## царска Русија
Царска руска Балтичка флота је настала током Великог северног рата на иницијативу цара Петра Великог, који је наредио да се први бродови за Балтичку флоту изграде на Лодејном пољу 1702. и 1703. године. Први командант је био регрутовани холандски адмирал Корнелије Круз, кога је 1723. наследио гроф Фјодор Апраксин. 1703. године основана је главна база флоте у Кронштату. Једна од првих акција флоте било је заузимање Шлиселбурга.
Године 1701. Петар Велики је основао специјалну школу, Школу математике и навигације (рус. Школа математичких и навигационих наука), која се налазила у Сухарјевској кули у Москви. Пошто је територију на западу око Финског залива Русија добила за луку са „топлом водом“ која је омогућавала приступ њеним трговцима и нагомилавање поморских снага, град Санкт Петербург је изграђен и развио је велику луку. Математичко-навигациона школа је премештена у Санкт Петербург и 1752. године преименована је у Морнарички кадетски корпус. Данас је то Поморски институт у Санкт Петербургу – Поморски корпус Петра Великог.
Балтичка флота је почела да прима нова пловила 1703. године. Прво пловило флоте била је фрегата са 24 топова са три јарбола Штандарт. Она је била водећи брод флоте и одличан је пример све веће улоге дизајна фрегате.
До 1724. године, флота је имала 141 ратни брод и стотине бродова на весла (галије).
Током Великог северног рата, Балтичка флота је помагала у заузимању Виборга, Талина (Естонија), Риге (Летонија), Западноестонског архипелага (архипелаг Моонсунд), Хелсинкија (Финска) и Туркуа. Прве победе нове царске руске морнарице биле су Гангут (шведски: Хангоудд) 1714. и, вероватно, Гренгам (шведски: Ледсунд) 1720. године. Од 1715. године, енглеска краљевска морнарица интервенисала је у Балтичком мору у име немачке кнежевине Хановер (династичког дома садашње британске монархије) и мање-више у прећутном савезу са Русијом.
Током завршних фаза рата, руска флота би искрцала трупе дуж шведске обале како би опустошила приобална насеља. Међутим, након смрти краља Карла XII, Краљевска морнарица радије штити шведске интересе након зближавања Краљевине Шведске и краља Џорџа И. Покушај Русије да дође до шведске престонице Стокхолма проверен је у бици код Стекета 1719. Губици које је претрпела руска морнарица код Гренгама 1720, као и долазак ескадриле Краљевске морнарице под адмиралом Џоном Норисом, такође су спречили даље операције већег обима пре него што се рат завршио 1721.
Током Седмогодишњег рата, (1756–1763), руска флота Балтичког мора била је активна на померанској обали северне Немачке и Пруске, помажући пешадији да заузме Мемел 1757. и Колберг 1761. Оресунд је блокиран како би се спречило улазак британске морнарице у Балтичко море. Током руско-шведског рата (1788–1790) флота, којом су командовали Семјуел Грејг и Василиј Чичагов, контролисала је Швеђане код Хогланда (1788), Ревала и Виборга (1790). Нагли напад Русије на шведску флотилу галија 9. јула 1790. у Другој бици код Свенсксунда довео је до катастрофе за руску морнарицу која је изгубила око 9.500 од 14.000 људи и око једне трећине своје флотиле. Руски пораз у овој бици је практично окончао рат.
Током низа руско-турских ратова (1710–1711, 1735–1739, 1768–1774, 1787–1792, 1806–1812, 1828–1829), флота је упловила у Прво и Друго Егзипско море и на Средоземно море. уништио Османску царску морнарицу у морским биткама код Чесме (1770), Дарданела (1807), Атоса (1807) и Наварина (1827). Отприлике у исто време, руски адмирал Иван Крузенштерн је опловио свет, док је други официр Балтичке флоте – Фабијан Готлиб фон Белинсхаузен – открио јужни континент покривен ледом, Антарктик.
У Кримском рату (1853–1856), флота је – иако отежана у својим операцијама због одсуства пароброда – спречила британске и француске савезнике да заузму Ханго, Свеаборг и Санкт Петербург. Упркос томе што су је технолошки супериорнији савезници знатно надмашили, руска флота је била та која је у поморско ратовање увела новине као што су торпедне мине, које је изумео Борис Јакоби. Други изузетни проналазачи који су служили у Балтичкој флоти били су Александар Степанович Попов (који је први показао практичну примену електромагнетних (радио) таласа  ), Степан Макаров (први који је лансирао торпеда са чамца), Алексеј Крилов ( аутор модерне теорије о плављивости брода ) и Александар Можајски (ко-проналазач авиона).

### Доба гвожђа
Већ 1861. године изграђени су први оклопни бродови за Балтичку флоту. Године 1863, током Америчког грађанског рата, већина океанских бродова флоте, укључујући и водећи брод Александар Невски, послата је у Њујорк. У исто време лансирано је десет монитора класе Ураган заснованих на америчким дизајнираним мониторима класе Пасаик.
Политика цара и његове владе била је да покажу подршку војсци Северне уније у Сједињеним Државама током њиховог грађанског рата, посматрајући и размењујући поморску тактику и сарадњу. Године 1869. флота је пустила у рад прву куполу бојног брода на свету – Петр Велики . Штавише, у другој половини 19. и почетком 20. века створена је јака мрежа обалских артиљеријских батерија за покривање прилаза Санкт Петербургу, Риги и другим важним базама.

### Руско-јапански рат
До 1900. године, деценије модернизације Балтичке и Пацифичке флоте учиниле су Русију четвртом најјачом земљом на свету у погледу поморских снага, после Велике Британије, Француске и Немачке, испред САД и Јапана. Балтичка флота, реорганизована у Другу пацифичку ескадрилу (пут око Африке) и Трећу пацифичку ескадрилу (суецки пут, под командом адмирала Небогатова), узела је истакнуто учешће у руско-јапанском рату. Након пораза ранијих бродова Сибирске војне флотиле, у септембру 1904. године, Друга ескадрила под командом адмирала Зиновија Рожественског послата је на брзу пловидбу око Јужне Африке.
Заустављали су се у француским, немачким и португалским колонијалним лукама: Тангеру у Мароку, Дакару у Сенегалу, Габону, Баиа дос Тигрес, заливу Лудеритз и Носи Бе (Мадагаскар). Затим су формирали јединствену флоту под командом Рожественског са Трећом пацифичком флотом, преко Индијског океана до залива Кам Ран у Француској Индокини, а затим на север до њеног осуђеног сусрета са јапанском флотом у бици код Цушиме код источне обале Кореје, маја 1905. чиме је окончан Руско-јапански рат.
Царска немачка цивилна путничка линија Хамбург-Америка обезбедила је 60 бродова за снабдевање Балтичке флоте на свом путовању. Током свог проласка кроз Северно море, флота је флоту британских рибарских чамаца променила за јапанске торпедне чамце и отворила ватру, убивши три морнара у такозваном инциденту Догер Банк.
Одлука о слању флоте на Пацифик донета је након што је Русија претрпела низ поморских пораза у Источном кинеском мору и Јапанском мору код обала Кине и Кореје у близини своје поморске базе и колоније на Далеком истоку, од стране новонастала јапанска царска морнарица и војска у Манџурији. Једнострани исход цушимске поморске битке сломио је руску снагу у источној Азији. Поставио је сцену за устанак у неуспешној руској револуцији 1905. То је покренуло пад због којег је монархија из династије Романов на крају срушена услед напора Првог светског рата, у руским револуцијама 1917. године.

### Први светски рат
После катастрофалних губитака у бојним бродовима током руско-јапанског рата, Русија је започела нови програм поморске изградње који је требало да укључи низ најсавременијих бојних бродова типа дредноут у флоту заједно са другим пловилима и праксама усвојеним од западних морнарица. Крајем 1914. четири дредноута класе Гангут ушла су у службу флоте: Gangut ; Poltava ; Petropavlovsk ; и Sevastopol. Четири моћнија бојна крсташа класе Бородино су била у изградњи, али никада нису завршена. У целини, тешке јединице флоте остале су у луци током рата, пошто је супериорност Царске немачке морнарице у бојним бродовима и другим пловилима била огромна и било је тешко комуницирати са снагама Краљевске морнарице Велике Британије даље на западу на северу Море иако су Немце затворили после битке код Јиланда 1916.
Балтичка флота царске руске морнарице обухватала је дивизију подморница која је имала око 30 подморница неколико класа и разних помоћних пловила, од којих су највећи били транспортни и матични бродови Европа, Тосно, Хабаровск, Оланд и Свјатител Николај.   Неке од подморница флоте од 355 тона произвела је компанија Елецтриц Боат Цомпани из Гротона, Конектикат у Сједињеним Државама, главни добављач и градитељ подморница за америчку морнарицу. Пет од ових подморница класе „АГ (Холандија)“ је префабриковала британска компанија за инжињеринг и градњу Пацифика у Барнету (близу Ванкувера), у канадској Британској Колумбији, такође по уговору са компанијом Елецтриц Боат Цомпани. Ове подморнице произведене у Канади су испоручене у Русију, савезницу у Првом светском рату у децембру 1915.
Четири од ових подморница, АГ 11, АГ 12, АГ 15 и АГ 16, потопљене су у луку Ханко 3. априла 1918., непосредно пре него што је 10.000 војника царске немачке дивизије Балтичког мора искрцала као подршку снагама „белих“ у мало познати фински грађански рат. Током рата флоту је помагао одред подморница британске Краљевске морнарице. Ове подморнице су касније потопиле њихове посаде у близини светионика Хармаја изван Хелсинкија, у Финској, 4. априла 1918.

## Совјетско доба

### Октобарска револуција и руски грађански рат (1917–22)
Током Октобарске револуције морнари Балтичке флоте (преименоване у „Поморске снаге Балтичког мора“ у марту 1918) били су међу најватренијим присталицама бољшевика и формирали су елиту међу црвеним војним снагама. Флота је била принуђена да евакуише неколико својих база након повлачења Русије из Првог светског рата, према условима Брест-Литовског уговора. „Ледено крстарење“ Балтичке флоте (1918), које је предводио Алексеј Шастни, који је касније погубљен по наређењу Троцког, довео је до евакуације већине бродова флоте у Кронштат и Петроград.
Неки бродови флоте учествовали су у руском грађанском рату, посебно сукобљавајући се са британском морнарицом која је деловала на Балтику као део интервентних снага. Током година, међутим, односи морнара Балтичке флоте са бољшевичким режимом су се погоршали, и они су се на крају побунили против совјетске власти у Кронштатској побуни 1921. године, али су угушени и погубљени, а флота је де фацто престала да постоји као активна војна јединица.

### 1922–1941
Флота, која је 11. јануара 1935. преименована у Балтичку флоту са црвеном заставом,  је додатно развијена током совјетских година, у почетку се ослањајући на пре-револуционарне ратне бродове, али је додавала модерне јединице изграђене у совјетским двориштима од 1930-их па надаље. Међу совјетским командантима флоте били су Гордеј Левченко 1938–39 и Арсениј Головко 1952–56. Бродови и подморнице стављене у функцију флоти укључивале су совјетску подморницу М-256, нападну дизел подморницу кратког домета Пројекта 615 совјетске морнарице. Флота је такође набавила велики број копнених авиона за формирање јаких снага поморске авијације.
У септембру 1939. године, флота је претила балтичким државама у склопу низа војних акција организованих да охрабри Балтике да прихвате совјетске понуде „узајамне помоћи“. Након тога, јуна 1940. године, флота је блокирала Балтик у знак подршке совјетској инвазији.

#### Зимски рат
Финску, која је одбила да потпише „пакт о узајамној помоћи“, напао је СССР. Флота је имала ограничену улогу у Зимском рату са Финском 1939–1940, углавном кроз артиљеријско бомбардовање финских обалних утврђења. Међутим, многи авиони флоте били су укључени у операције против Финске. Његово деловање је окончано смрзавањем Финског залива током изузетно хладне зиме те године.

### Други светски рат
На почетку немачке инвазије Балтичка флота је имала 2 бојна брода (оба из Првог светског рата), 2 крстарице, 2 вође флотиле, 19 разарача, 48 МТБ, 65 подморница и других бродова и 656 авиона. Током рата, флота, којом је командовао вицеадмирал Владимир Трибуц, бранила је полуострво Ханко, Талин, неколико острва у Естонској ССР и учествовала у пробоју опсаде Лењинграда. Звање Хероја Совјетског Савеза добило је 137 морнара Балтичке флоте.
Већи део рата флота је била заробљена немачким и финским минским пољима у Лењинграду и оближњем Кронштату, једине базе преостале у совјетским рукама на обали Балтика. Други кључни фактор је био да су Финци поново заузели спољна острва Финског залива, од којих је Суурсаари најважније. Многи морнари флоте борили су се на копну као пешадија током опсаде.
Само су подморнице могле ризиковати пролаз у отворено море да би удариле на немачко бродарство. Посебно су били успешни пред крај рата, потапајући бродове попут Вилхелма Густлофа, Штајбена и Гоје, што је изазвало велики губитак живота.
Флота је извела совјетску евакуацију Талина крајем августа 1941.

### Хладни рат
Током непосредног послератног периода, значај Балтичке флоте са Црвеном заставом је порастао упркос томе што је Балтик било плитко море са излазима које су друге земље лако постале тачке гушења. Балтичка флота је 15. фебруара 1946. повећана на две флоте, 4. црвено-заставну балтичку флоту и 8. црвено-заставну балтичку флоту. Међутим, током пост-стаљинистичког периода и општих реформи и смањења у совјетским оружаним снагама, две балтичке флоте су поново смањене, при чему су многа пловила, од којих су нека изграђена пре Револуције, расходована, а флота је поново преименована у Црвену заставу. Балтичка флота 24. децембра 1955.
У Лијепаји 14. ескадриле подморница Балтичке флоте, позивни знак „Комплекс“ („Комплекс“) је био стациониран са 16 подморница ( 613, 629а, 651 ); као што је била 6. група позадинског снабдевања Балтичке флоте и 81. конструкторски биро и резервни командни центар истих снага.
1. јуна 1960. године, у оквиру редукције Оружаних снага СССР-а, распуштено је руководство 8. минско-торпедне Гатчинске црвенозаставне авијације и оба њена пука. На аеродрому Дунаевка формирана је 469. база за складиштење авиона, где су пребачени Ил-28 расформиране 8. МТАД и 128. гардијске МТАД. Складишна база је трајала годину дана.
Далеко од смањеног значаја, операције Балтичке флоте са Црвеном заставом током раног хладноратовског периода донеле су јој велики углед и профил, а друго додељивање Ордена Црвене заставе уручено је 7. маја 1965. флота је поново преименована у Балтичку флоту два пута са црвеном заставом. Иако је Совјетски Савез уложио ресурсе у изградњу Северне флоте и Пацифичке флоте, од којих су обе имале лак приступ отвореном океану, Балтичка флота двапут црвено-заставна заузела је веома важну позицију подршке северном крилу Европског театра у случај конфронтације са НАТО-ом.
Ова улога је била потцењена из перспективе морнарице плаве воде, али се сматрала веома вредном из стратешке перспективе планирања совјетског Генералштаба. Двапут црвено-заставна Балтичка флота остала је моћна сила, која је у случају рата имала задатак да изврши амфибијске нападе на обалу Данске и Немачке, у сарадњи са савезничким пољским и источнонемачким поморским снагама.
Значајан инцидент са флотом догодио се 1975. године када је избила побуна на фрегати Сторожевој . Било је и бројних оптужби Шведске да подморнице Балтичке флоте илегално продиру у њене територијалне воде. У октобру 1981. године, совјетска подморница класе Вхиски У 137 насукала се у шведским територијалним водама, у близини важне поморске базе Карлскрона, што је изазвало озбиљан дипломатски инцидент. Шведски морнарички бродови су повукли подморницу у дубљу воду и дозволили јој да се врати у совјетску флоту почетком новембра.

## Kоманданти
| Name                                | Period of command                 |
| ----------------------------------- | --------------------------------- |
| Nikolai Ottovich von Essen          | 3. децембар 1909 – 7. мај 1915    |
| Vasilii Aleksandrovich Kanin        | 14. мај 1915 – 16. септембар 1916 |
| Adrian Ivanovich Nepenin            | 16. септембар 1916 – 4 март 1917  |
| Andrei Semyonovich Maksimov         | 4 март 1917 – 1. јун 1917         |
| Dmitry Nikolayevich Verderevsky     | 1. јун 1917 – 5. јул 1917         |
| Aleksandr Vladimirovich Razvozov    | 7. јул – 5. децембар 1917         |
| Aleksandr Antonovich Ruzhek         | 7. децембар 1917 – 13 март 1918   |
| Aleksandr Vladimirovich Razvozov    | 13–20 март 1918                   |
| Aleksey Mikhaylovich Shchastnyy     | 22 март – 26. мај 1918            |
| Sergey Valeryanovich Zarubayev      | 27. мај 1918 – 18. јануар 1919    |
| Aleksandr Pavlovich Zelenoy         | 18. јануар 1919 – 2. јул 1920     |
| Fedor Fedorovich Raskolnikov        | 2. јул 1920 – 27. јануар 1921     |
| Vladimir Andreyevich Kukel (Acting) | 27. јануар – 3 март 1921          |
| Ivan Kuzmich Kozhanov               | 3 март – 4. мај 1921              |
| Mikhail Vladimirovich Viktorov      | 4. мај 1921 – 6. мај 1924         |
| Aleksandr Karlovich Vekman          | 1924–1926                         |
| Mikhail Vladimirovich Viktorov      | 1926–1932                         |
| Lev Mikhaylovich Galler             | 22. август 1932 – 25. јануар 1937 |
| Aleksandr Kuzmich Sivkov            | 25. јануар – 15. август 1937      |
| Ivan Stepanovich Isakov             | 15. август 1937 – 9. јануар 1938  |
| Gordey Ivanovich Levchenko          | 10. јануар 1938 – 27. април 1939  |
| Vladimir Filippovich Tributs        | 28. април 1939 – 15. фебруар 1946 |

## Руска Федерација
Распад Совјетског Савеза лишио је флоту кључних база у Естонији, Летонији и Литванији, остављајући Калињинградску област као једини поморски излаз флоте на Балтичко море без леда. Међутим, Калињинградска област између Пољске и Литваније није у близини остатка националне територије Руске Федерације.
У непосредном постсовјетском периоду, способности Балтичке флоте су значајно смањене. Од 1991/1992 до 1994/95, број пловила у Балтичкој флоти опао је са 350 на почетку деценије на 109 расположивих пловила. У исто време, распадом Варшавског пакта, Западна Немачка је апсорбовала некадашњу савезничку морнарицу Источне Немачке, а пољска морнарица више није допуњавала снагу Балтичке флоте.
Руске копнене снаге у региону су такође нагло смањене. 1989. 3. гардијска моторна стрељачка дивизија у Клајпеди пребачена је у састав флоте као дивизија за обалску одбрану. Распуштена је 1. септембра 1993. године. Крајем 1990-их 336. гардијска поморска пешадијска бригада и остатак 11. гардијске армије Балтичког војног округа били су потчињени јединственој команди под називом Копнене и обалске снаге Балтичке флоте под замеником команданта флоте.
Остатак 11. гардијске армије укључивао је 7. гардијски моторни пуковник и бригаду која је била бивша 18. гардијска стрељачка дивизија, плус неколико база за складиштење оружја и опреме, које су имале довољно возила и наоружања за једну дивизију, али само неколико стотина људи додељен за одржавање опреме и чување база. Листе „варфаре.бе“ из 2013. извештавају да је особље копнених и обалских одбрамбених снага флоте можда распуштено у новембру 2007. У 2007. години, према IIСС, јединице авијације флоте биле су опремљене са укупно 23 Су-27, 26 Су-24, 14 Ан-12 / 24 / 26, 2 Ан-12 Цуб (МР/ЕВ), 11 Ми -24 Хинд, 19 Ка-28 Хелик, 8 Ка-29 Хелик јуришних хеликоптера и 17 Ми-8 Хип транспортних хеликоптера.  Од 2020. године реконституисана је 18. гардијска моторизована стрељачка дивизија, која служи у саставу 13. армијског корпуса, са седиштем у Калињинграду.
Од 2008. године Балтичка флота је укључивала око 75 борбених бродова различитих типова. Главна база је у Балтијску, а друга оперативна база је у Кронштату. Лењинградска поморска база је административни ентитет који није дискретна географска локација, већ обухвата све поморске институције и објекте у области Санкт Петербурга.
Током 2010-их, обновљен је нагласак стављен на модернизацију руских поморских способности. На Балтику, овај процес се одвија споро, иако је посебан нагласак стављен на набавку нових светлосних јединица. Нове корвете (класе Стерегусхцхии, Буиан-М и Каракурт ) постепено су додаване у флоту са додатним бродовима из Каракурт, а потенцијално и класе Стерегусхцхии, који се очекују 2020-их - иако не нужно брзином која ће бити довољна да замени старије корвете и ракетне чамце флоте из совјетског доба на принципу један за један. Ипак, користећи унутрашње водне путеве Русије, додатне лаке јединице наоружане крстарећим ракетама, повучене из других западних руских флота или из Каспијске флотиле, имају капацитет да појачају Балтичку флоту по потреби. Даљи аспект модернизације се фокусирао на изградњу руских обалских противбродских и противваздушних одбрамбених капацитета у Калињинградској области.
За разлику од три друге руске флоте, подморничке способности Балтичке флоте су изузетно скромне са само једним старијим чамцем класе Кило који је распоређен 2020. године, углавном у сврхе обуке. Ипак, разматрало се јачање ових способности 2020-их са различитим опцијама (укључујући и побољшане килограме и/или нове подморнице класе Лада ) које су очигледно биле на столу.
Такође је наглашено да су нивои обуке и спремности од кључне важности. У јуну 2016. године, командант флоте вицеадмирал Виктор Кравчук и његов начелник штаба, вицеадмирал Сергеј Попов, отпуштени су због „озбиљних недостатака у обуци и искривљавања стварне ситуације“. Командант Морнаричке академије НГ Кузњецов, вицеадмирал Александар Носатов, постављен је за вршиоца дужности команданта флоте, а та функција је потврђена 17. септембра.
Анализа коју је урадио Андерс Нилсен са Краљевског данског одбрамбеног колеџа 2019. закључује да је руска Балтичка флота оријентисана на допринос руском глобалном распоређивању и експедиционим операцијама у миру. Међутим, то је такође најмања од четири главне флоте руске морнарице (у смислу површинских ратних бродова и подморница заједно) и стога би, због своје ограничене снаге, играла првенствено одбрамбену улогу у Балтичком мору у већини конфликтних или ратних сценарија.
На руски „Дан морнарице“ 31. јула 2022. године, председник Путин је наводно наговестио да ће Балтичка флота бити приоритет модернизације у наредним годинама. Предстојећи улазак Шведске и Финске у НАТО – као одговор на руску инвазију на Украјину – значајно би ојачао поморске снаге НАТО-а на Балтику, посебно узимајући у обзир снагу подморничке флоте шведске морнарице. Руски коментатори су сугерисали да ће модернизација и проширење руских подморничких снага на Балтику стога вероватно бити приоритет у наредним годинама.

### руска инвазија на Украјину
Речено је да је артиљеријски пук појачао руске копнене трупе у Калињинграду 1. децембра 2022. Извештава се да је 11. армијски корпус Балтичке флоте, распоређен у Украјини од почетка инвазије, претрпео велике губитке. Руски милблогери и Киив Пост известили су да су припадници пешадије Балтичке флоте извели заседу на украјинске војнике током битке на ражњу Тендра.

## Ред борбе
Балтичка флота је подређена руском Западном војном округу (са седиштем у Санкт Петербургу), који такође укључује најјаче руске копнене и ваздушне формације. Калињинградска област служи као главна база за Балтичку флоту и стога је домаћин значајних копнених и ваздушних снага, како за одбрану Калињинграда, тако и за проширење руских обалских ваздушних и морских капацитета (А2/АД) на Балтичко море и регион.

### Логистика
Међу базама материјалне подршке Балтичке флоте је арсенал (комплексно складиште пројектила, муниције и експлозивних материја, 2. категорија), војна јединица 55443-Љ (-25) (раније 15. арсенал ратне морнарице, војна јединица 69233, од год. 2010 7082. техничка минско-торпедна база Ратне морнарице, 1. степен, војна јединица 81263), која се налази у Великој Ижори (Велика Ижора), Ломоносовски округ, Лењинградска област.